# Острів Свободи
Острів Свободи (англ. Liberty Island) — розташований у східній частині США y Верхній Затоці Нью-Йорка. До 1956 називався Острів Бедлос (англ. Bedloe's Island).
На остові Свободи розташована Статуя Свободи. Перед Статуєю Свободи на острові була артилерійська батарея Форт Вуд (англ. Fort Wood).
Острів Свободи має площу 59 600 м² та розташований за 1.6 км від острову Елиса.